# Eversione dell'asse ecclesiastico
Eversione dell'asse ecclesiastico (éversion de l'axe ecclésiastique), définit les effets économiques de deux lois du royaume d'Italie, à savoir le décret royal 3036 du 7 juillet 1866 supprimant des ordres et congrégations religieuses (en exécution de la loi 2987 du 28 juin 1866), et la loi 3848 du 15 août 1867 ordonnant la suppression de la plupart des organismes religieux. En parallèle, les deux lois ont mis en œuvre la confiscation et la vente de leurs biens (« axe ecclésiastique »). Le terme « éversion », de la racine latine evertĕre, signifie abattre, renverser, supprimer. Le terme asse, du latin as, assis = pièce, signifie héritage.
L'expression qualifie la confiscation des biens des organismes religieux et l'abattement du pouvoir économique de l'Église catholique. Elle était utilisée tant dans les travaux préparatoires que dans la loi de 1866 elle-même, mais dans les lois ultérieures, le concept a été adouci par l'expression «  liquidation de l'axe ecclésiastique », terminologie qui dissimule le caractère confiscatoire, mais qui trouve une correspondance dans une plus grande modération des lois. La nouvelle terminologie visait à indiquer comme objectif de la législation celui de confisquer aux ordres et congrégations  religieuses et aux organismes religieux la presque totalité des biens par le biais de leur conversion en obligations d'État et de procéder à la vente publique de la plupart des immeubles saisis. L'objectif fondamental de l'action du législateur était l'extension du contrôle de l'État sur l'Église.
Inspirées par une idéologie juridictionnaliste qui considère le souverain est le propriétaire de tous les biens ecclésiastiques, les lois de subversion de l'axe ecclésiastique sont restées en vigueur jusqu'en 1929, année des accords du Latran .